# Smalsjön, Uppland
Smalsjön är en sjö i Norrtälje kommun i Uppland och ingår i Broströmmens huvudavrinningsområde. Sjön har en area på 0,144 kvadratkilometer och ligger 19,5 meter över havet.

## Delavrinningsområde
Smalsjön ingår i det delavrinningsområde (663926-164581) som SMHI kallar för Mynnar i Broströmmen. Medelhöjden är 27 meter över havet och ytan är 6,83 kvadratkilometer. Räknas de 2 avrinningsområdena uppströms in blir den ackumulerade arean 47,88 kvadratkilometer. Vattendraget som avvattnar avrinningsområdet har biflödesordning 2, vilket innebär att vattnet flödar genom totalt 2 vattendrag innan det når havet efter 30 kilometer. Avrinningsområdet består mestadels av skog (66 procent) och jordbruk (21 procent). Avrinningsområdet har 0,14 kvadratkilometer vattenytor vilket ger det en sjöprocent på 2 procent.